# Lashmeet
 (mars 2025).
Lashmeet est une census-designated place située dans le comté de Mercer, dans l’État de Virginie-Occidentale, aux États-Unis. Lors du recensement de 2020, elle comptait 409 habitants.